# Somatina fungifera
Somatina fungifera är en fjärilsart som beskrevs av W. Warren 1909. Somatina fungifera ingår i släktet Somatina och familjen mätare. Inga underarter finns listade i Catalogue of Life.